# Las Abejas
 (mai 2009).
Si vous disposez d'ouvrages ou d'articles de référence ou si vous connaissez des sites web de qualité traitant du thème abordé ici, merci de compléter l'article en donnant les références utiles à sa vérifiabilité et en les liant à la section « Notes et références ».
Las Abejas, les Abeilles en espagnol, est une association d'obédience catholique et de nature pacifiste qui s'est formée au Chiapas en 1992 à la suite d'une rixe familiale (problème d'héritage de terre) qui a causé la mort d'une personne, et en a blessé une autre. 
Lorsque les membres de la communauté villageoise indigène [Lesquels ?] ont emmené le blessé à la ville voisine, Chenalho pour qu'il soit soigné, ils furent eux-mêmes accusés [Par qui ?] de l'avoir attaqué et furent emprisonnés. Lorsque les membres de leurs familles se sont aperçus de la situation, ils ont commencé une marche, vers San Cristóbal de las Casas, capitale du Chiapas, à titre de protestation. Sur la route, des milliers de pacifistes semblables à eux se joignirent à leur marche, ce qui regroupa ces gens dans leur objectif de paix, de justice, et de lutte contre le néolibéralisme (terme lié aux néozapatistes). Les Abeilles obtinrent la libération de leurs proches, et purent construire plus avant leur association.
Lorsque survint la révolte zapatiste du Chiapas en 1994, les Abeilles montrèrent leur solidarité avec l'Armée zapatiste de libération nationale et s'accordèrent avec  leurs buts et principes, mais refusèrent leur activisme violent (période 1994-1995). Ils ont payé pour cela un prix élevé, lorsque, le 22 décembre 1997, quarante-cinq d'entre eux furent assassinés par d'autres indigènes paramilitaires tandis qu'ils priaient dans une église. 
Le 12 août 2009, la Cour suprême de justice de la Nation du Mexique (SCJN) a libéré une douzaine de paramilitaires, pour vice de forme dans le processus judiciaire,
La Société Civile Las Abejas est une organisation indigène qui lutte pacifiquement pour revendiquer leurs droits et défendre leurs terres et territoires. Actuellement, ils se situent dans 6 municipalités des hauteurs du Chiapas, la majorité parle tzotzil, une autre partie tzeltal. 
Durant leur chemin, ils ont donné des témoignages de paix, justice et liberté, mais aussi de protestations et de dénonciations. L'organisation rejette tout aide, appui, ou contact avec le gouvernement, et exige la justice dans le cas du massacre d'Acteal, demandant l'arrestation des auteurs matériels et intellectuels.